# 農民関連のスキルばっか上げてたら何故か強くなった。
『農民関連のスキルばっか上げてたら何故か強くなった。』（のうみんかんれんのスキルばっかあげてたらなぜかつよくなった）は、しょぼんぬによる日本のライトノベル。
2016年8月2日から2018年5月16日まで小説投稿サイト「小説家になろう」で連載されていた作品で、2017年3月から2018年11月にかけてモンスター文庫（双葉社）より書籍化刊行された。2022年3月時点でシリーズ累計発行部数は80万部を突破している。イラストは姐川。
メディアミックスとして、樽戸アキによるコミカライズ版が双葉社のウェブコミック配信サイト『がうがうモンスター』（旧『モンスターコミックス』）にて2018年4月10日より連載中。また、2022年10月から12月までテレビアニメが放送された。

## あらすじ
超一流の農民を目指し、農民関連のスキルのレベル上げに奔走する主人公のアル・ウェインは、ある時遂に全ての農民スキルのレベルを10にすることに成功する。すると農民スキルが統合され『自然を愛する者』へと進化。伝説の勇者でも4桁のステータスであるのに対し、ほぼ全てのステータスが5桁になるというとんでもない補正を受け、強力な存在となってしまう。最初は気にせずいつもの農作業に従事しようとするが、誘拐されたファルを助けたことから始まり、農民として暮らしたいアルの望みとは裏腹に、メイギス王国の問題に立ち向かっていくことになる。

## 登場人物
声の項はテレビアニメ版の声優。

### ウェイン家
アル・ウェイン
声 - 榎木淳弥、伊瀬茉莉也（子供時代）
本作の主人公。シルス村で暮らす青年。農民スキルがオール10となり農民スキルが統合されたことで『自然を愛する者』へと進化し、圧倒的なステータスを手に入れた。
誘拐されたファルを助けたことから、否応なしにメイギス王国の問題に切り込んでいくこととなる。
作物を盗もうとした子供に対し盗んだことではなく収穫が早すぎることに怒ったり、王宮に農民が入ることに違和感を感じないなど、一般常識からずれているところがある。
あくまでも農民であるため武器らしい武器は持っておらず、素手もしくは作物や農具を武器代わりに戦う。作物を武器にする例としては人参ブーメランや大根シールドなどが存在する。
「自然を愛する者」というスキルを身に着けた結果、ステータスが大幅に向上。しかしそれは幼い頃に遭遇した邪神によって与えられた力であり、善神と契約した際に消失。結果として、そのスキルがなくなったことからステータスは大きく低下してしまう（それでも4桁であり、伝説の勇者と同等である）。
オークの事はよく襲われるため苦手としている。
ルシカ・ウェイン
声 - 中原麻衣
アルの母であり、ジルの妻。家事全般が得意で美人のため人付き合いも上手。一方で息子を溺愛している親バカであり、アルに必要以上に付きまとう、手紙を送るほか、アルの一人暮らしに反対していた。独占欲も強く、アルに女性の気があると一瞬で表情が変わる。一方でジルへの扱いは冷たい。
影の傀儡という諜報部隊に所属していた過去があり、その伝手を使って一般人が知りえない裏側の情報などをアルに提供する事がある。また、身体能力も非常に高く、アルを抱きしめた結果ステータスが異常に高いはずのアルの骨が軋む、アルの行く先々に先回りしているなどの不思議な現象が多発する。
ジル・ウェイン
声 - 浜田賢二
アルの父であり、ルシカの夫。妻への愛情は強いが、アルを誤って殴ってしまった際は血まみれになるほどボコボコにされるなど、冷たく扱われている。逆に反対するルシカをなだめ、アルの一人暮らしを認めるなど良き父親としての面もある。たいてい殴られた後は、物干し竿に干された状態でいることが多い。
イルビア
声 - 田村ゆかり
孤児。幼い頃のレインが住む集落の畑で盗みを働き、近くの山に住み着いていた。悪事に腹を立てた住民に捕まり、奴隷として叩き売られそうになる。しかし、アルとジルのおかけでウェイン家に引き取られことになり、それ以後は悪事を完全に止めた。ただし悪評が消えたわけでは無く、普段は「お兄ちゃん」とアルを慕って後ろをついて行っていたが、アルのいないところでは村の子どもからいじめに遭っていた。
両親が留守中のある日、アルがテスタと共に訪れた山が噴火。王都と集落を結ぶ橋が崩落し、集落は孤立してしまう。配給が滞り満足に食べることができない中、イルビアは体調不良になったアルの代わりに「配給が増えた」と嘘をつき、自分の分もアルに分け与えていた。しかしだんだんと無理が祟り、「お兄ちゃん大好き」と呟き栄養失調で死亡してしまう。この過去が、アルが農民として注力するきっかけになった。
しかし、邪神と契約することで地獄からよみがえり、魔族領でアルと再会。ルシカに変装しユリアを殺害しようとしたが、息子を溺愛するルシカとしての行動が出来ていなかったためアルには気づかれていた。
契約によって死亡する以前とは逆の、残虐な性格へ変貌しており、ユリアを苦しめ亡き者にしようとした矢先、時間を止めて現れた善神と契約したアルのスキルにより失敗。その後ヴォルペ・ドォーマの乱入もあり、「つまらなくなったから帰る」と宣言し、アルの制止も聞き入れないまま姿をくらました。

### メイギス王国
ファル・イース・メイギス
声 - 田中美海
メイギスの第一王女。町中では身分を隠してフィリアと名乗っている。明るい金髪。
アルに暗躍の拐い者という二つ名を持つ誘拐犯から助けてもらったことをきっかけに、アルを自分の手元に置こうと画策する。アルに好意を持っている様子。ネディルスの策略で政略結婚させられそうになる際も、わざわざアルに挨拶にやってくる程。
ガラン王
声 - 宝亀克寿
メイギスの国王でファルの父。お人好しで部下や魔物によく騙される。アルに助けられた礼として国内の広大な土地（ただし放置されていたため荒れ放題になっている）を、助けられた褒美としてあげる。ファルにもアルに対しても甘い。
ファルの結婚に関しては自分は関与せず、身分に拘らずファルの望むようにするよう伝えており、ネディルスの陰謀が解決した後にファルが農民のアルに好意を伝えた際もサムズアップで同調した。
リークス・ボーウェン
声 - 伊藤昌弘
郵便配達員。神出鬼没で、アルがどこへいても手紙を届けに来る。
実は影の傀儡という諜報部隊に所属している魔族であり、人間に変装して生活している。
ヘレン・リーン
声 - 大久保瑠美
冒険者ギルドの受付係。紫色の髪でマキシスカートを着用している。かつて弟のライをウロボロスの手で殺され、心に傷を負っていたがアルの力で元気を取り戻した。それと同時にウロボロスに憑依された影響で自分の体を竜の姿に変える事が出来るようになり、戦う事ができるようになった。その後はルリと共にアルのサポートを行う。
ライ
声 - 石上静香
ホノル村でウロボロスに殺害されたヘレンの弟。ヘレンが渡したアルのマントは、元々ライが着ていたものである。
ホノル村に来たアルに対して幽霊として姿を現し、事情を話した。
ルリ
声 - 諏訪彩花
勇者の子孫。一人称は「ボク」。勇者の血筋を持ち、善神の力が秘められているが実力不足により覚醒しておらず、未熟な状態である。青髪でノースリーブのワンピースに膝上丈ストッキング、腰のベルトに剣を刺している。腰にはほかに先祖の勇者から引き継ぐアイテムバッグを持っており、野宿用テントなどかなり大掛かりなアイテムをそのバッグに収納している。
アルとはオークに襲われているところを助けたことで知り合った。
ロキの罠によってアルとともに倒されかけるが、アルの諦めずにロキに立ち向かう姿を見て奮起、その結果善神の力が覚醒し、ロキを倒した。
その後もヘレンと共にアルのサポートを行うが、アルに好意がある様子で、アルがほかの女子と仲良さげにしている様子が受けつけない様子。
ジェイク
声 - 喜屋武和輝
冒険者パーティーの一員。大剣使い。スキンヘッドで額に傷がある大柄な男。
ラミア
声 - 西尾夕香
同じく冒険者パーティーの一員。アルのことをアルっちと呼ぶ。小太刀使い。少年っぽい中性的な元気少女。
ルーク
声 - 森嶋秀太
同。弓使い。長髪でおとなしい青年。彼らは冒険で活躍するよりも、ギルドでよく酒を飲んでいる場面が多い。
テスタ
声 - 間島淳司、杉山里穂（子供時代）
アルの幼馴染。職業は漁師をしていて、アルにも手伝ってもらっている代わりに、アルの仕事も収穫などの細かいことを手伝ってくれる仲間思い。
イルビアとも仲が良く、アルのいないところでイルビアが苦しい思いをしていることを知ってアルに打ち明けた。財宝の地図を見つけアルと山へ宝探しに出かけるが、奇しくもその山が直後に噴火して火山灰により集落は壊滅的な被害を受けることになる。
アルのスキルが『自然を愛する者』へ進化したことによる伝説の勇者を超えた異様に高いステータスに対して不自然に反応が薄い、アルの王都への誘いを断った後、「離れる事が出来ない」と独り言を呟くなど不審な点が見られる。
アルビイ
声 - 田村睦心
ファルに仕えるメイド。眼鏡をかけている。ファルが身分を隠して街に繰り出す際には、彼女の影武者を引き受けている。
少年と少年の母親
声 - 日向未南（少年）、佐々木奈緒（少年の母親）
魔物襲撃のせいで物価が高騰し、空腹に耐えかね野菜を盗もうとしたことでアルに捕まった。このときアルは少年が野菜を盗もうとしたことではなく、熟すのを待たずに収穫したことに怒る。アルは少年に、代わりにキャベツひと玉をもたせた。
後日母親が少年と共に、アルの家まで謝りに訪れる。母親は仕立て屋をしており、アルがアンティスブルグ国に乗り込む際の変装服を仕立てた。
ウロボロス
声 - 土師孝也
グリムの森に現れた邪龍。一つの町を滅ぼし、一人だけわざと生かして逃がし、生き残りがたどり着いた町を襲う、ということを繰り返し、絶望の感情を糧とする性質を持つ。かつてヘレンに対して再び現れることを宣言しており、その宣言通りに姿を現した。龍のような姿はミラージュを乗っ取ったことによるものであり、ウロボロス自身のものではない。
アルとの直接対決で負けてもなおヘレンに憑依してアルを滅ぼそうとしたが、ヘレンに憑依したことで復活したミラージュと手を組んだアルの前に敗れ去り消滅する。
ミラージュ
声 - 関俊彦
ウロボロスとの戦いでアルに手助けをしてくれた聖龍。元々体をウロボロスに乗っ取られており、ウロボロスがアルに負け、ヘレンに憑依したことで支配から解かれ復活した。ウロボロスの消滅と同時に、自身も力を使い果たし消滅してしまった。
ロキ
声 - 遊佐浩二
魔族。アルとルリを罠にはめたが、善神の力が覚醒したルリに返り討ちにされた。

### アンティスブルグ国
ネディルス
声 - 八代拓
アンティスブルグ国の王子。
自分の支配を広げるためにガゼルを脅迫し、ガゼルの笛で魔物に町を襲わせた後、偽物の聖剣を掲げると同時にガゼルの笛で魔物を撤退させる自作自演を行って周辺国に恩を着せ、ファルと政略結婚をしようとした。
結婚式の最中、アルの乱入とリーゼルの笛による魔物の襲撃によって自作自演がばらされ、悪あがきとしてガラン王におそいかかるがアルに倒され、牢屋に入れられた。
後にリークスによって事件の計画が書かれた手紙が発見され、ネディルス自身は実行犯でしかないことが判明した。
ガゼル
声 - 真野拓実
魔族の族長。
ネディルスに恋人の人間を人質に取られており、魔族専用の笛を用いて魔物を制御し、ネディルスの自作自演の手助けをしていた。
ガゼルの恋人
声 - 小坂井祐莉絵
ネディルスによって王宮に捕らえられガゼルを操る人質にされていた。アルはそのまま「ガゼルの恋人さん」と呼んでいた。
アルによって救出され、教会でガゼルと再会した。

### ガル街
リネア・マグネル
声 - 市ノ瀬加那
ガル街に住んでいる少女。ガル街の異変を伝えるために王都に向かう途中で行き倒れ、アルに助けられる。実家は魔石のアクセサリー業を営んでいる。
実は魔族ヴリトラに両親を人質にされており、助けを求めさせてアルをガル街に誘い込む手引きをさせられた。
レムル・ホーン
声 - 宮本充
ガル街の領主。アシパラというアスパラガスに似た野菜をこよなく愛しており、アルによるとアシパラ栽培で革命を起こして街の富を築いたというアルにとっても憧れの人物であったが、アルが街を訪れた際には魔族に操られていたが、アルにアシパラを無理矢理食べさせられたことで意識を取り戻した。
ヴリトラ
声 - 岩田光央
ガル街に居た魔族。領主の意識を乗っ取ると同時に女神像に自身の魔力を込めた魔石を埋め、ガル街の住民を支配していた。
アルを乗っ取って自分の戦力とするためにわざとリネアに助けを求めさせてアルをガル街に誘い込んだが、ヘレンとルリの存在に気づけなかったことで女神像が破壊され計画は頓挫。悪あがきとして領主を人質に取るが、アルが領主にアシパラを食べさせたことで領主の意識が復活。トドメにアルに殴られて吹っ飛ばされた。

### 魔族領
ユリア・マクベス・フォンゲート
声 - 高尾奏音
魔王の娘。ヴォルべに転移魔法でメイギス王国に逃がされ、奴隷商人に捕まりかけたところをアルに助けられる。
魔族領の出来事をアルに伝え、アルと共に魔族領に戻るも、そこで洗脳されたヴォルべやルシカに変装したイルビアに襲われる。イルビアを退けたことでアルにより懐くようになり、呼び方も「お兄ちゃん」となった。
ヴォルペ・ドォーマ
声 - 梅原裕一郎
ユリアの世話係。イルビアの襲撃からユリアを転移魔法で逃がしたが、その後洗脳されアルに襲い掛かる。アルを苦戦させるも、アルを助けに来たルシカ（に変装したイルビア）に気絶させられる。気絶後に正気に戻り、意識を取り戻すとイルビアと戦うアルに加勢した。
父親の魔王以上にユリアに対する愛が強く、別れを告げ魔王領を去ろうとしていたアルにさみしさからユリアが抱き着いた瞬間、鬼の形相でユリアを引き離した上アルを睨み付ける程。
魔王
声 - 東地宏樹
魔族領の長にしてユリアの父親。復活したイルビアに襲われ瀕死状態まで苦しめられるが、アルにより一命をとりとめる。邪神と契約したイルビアによって城や領地を破壊されたことから、アルに力を貸してくれるようになった。

### その他
サポート音声（ステータス案内）
声 - 道井悠
アルが空間に出現させる「ステータスカード」で獲得・所持スキルを教えてくれる。登場人物というよりシステムそのものというべき存在。
善神
声 - 島本須美
アルと契約した神。魔王領の一件で、イルビアによりユリアが苦しむその瞬間、時間を止めた上でアルの前に現れた。アルのスキル「自然を愛する者」を自身が与えたスキルで上乗せさせることで、イルビアを退けさせることに成功する。

## 既刊一覧

### 小説
- しょぼんぬ（著）・姐川（イラスト） 『農民関連のスキルばっか上げてたら何故か強くなった。』 双葉社〈モンスター文庫〉、全5巻
  1. 2017年4月2日第1刷発行（3月30日発売[11]）、ISBN 978-4-575-75127-7
  2. 2017年9月2日第1刷発行（8月30日発売[12]）、ISBN 978-4-575-75155-0
  3. 2018年2月3日第1刷発行（1月30日発売[13]）、ISBN 978-4-575-75183-3
  4. 2018年6月30日発売[14]、ISBN 978-4-575-75212-0
  5. 2018年12月3日第1刷発行（11月30日発売[15]）、ISBN 978-4-575-75229-8

### 漫画
- しょぼんぬ（原作）・姐川（キャラクター原案）・樽戸アキ（漫画） 『農民関連のスキルばっか上げてたら何故か強くなった。』 双葉社〈モンスターコミックス〉、全11巻
  1. 2018年6月30日初版第一刷発行（同日発売[16]）、ISBN 978-4-575-41029-7
  2. 2018年12月30日初版第一刷発行（12月28日発売[17]）、ISBN 978-4-575-41043-3
  3. 2019年6月30日初版第一刷発行（6月28日発売[18]）、ISBN 978-4-575-41065-5
  4. 2019年12月30日初版第一刷発行（12月28日発売[19]）、ISBN 978-4-575-41094-5
  5. 2020年6月30日初版第一刷発行（同日発売[20]）、ISBN 978-4-575-41131-7
  6. 2020年12月28日初版第一刷発行（同日発売[21]）、ISBN 978-4-575-41190-4
  7. 2021年7月15日初版第一刷発行（同日発売[22]）、ISBN 978-4-575-41260-4
  8. 2022年2月28日初版第一刷発行（同日発売[23]）、ISBN 978-4-575-41348-9
  9. 2022年9月30日初版第一刷発行（同日発売[24]）、ISBN 978-4-575-41499-8
  10. 2023年4月28日初版第一刷発行（同日発売[25]）、ISBN 978-4-575-41616-9
  11. 2025年2月28日発売[26]、ISBN 978-4-575-42094-4

## テレビアニメ
2022年2月にテレビアニメ化が発表され、同年10月から12月までTOKYO MXほかにて放送・配信された。

### スタッフ
- 原作 - 樽戸アキ、しょぼんぬ[5]
- キャラクター原案 - 姐川[5]
- 監督 - ながはまのりひこ[5]
- シリーズ構成 - 待田堂子[5]
- キャラクターデザイン・総作画監督 - 末岡正美[5]
- プロップデザイン - 杉原由美
- 色彩設計 - 勝田綾太、山本真希[5]
- 美術設定 - 滝口勝久[5]
- 美術監督 - 根岸大輔[5]
- 3D監督 - 後藤優一[5]
- 撮影監督 - 高橋圭祐[5]
- 編集 - 木村祥明
- アートディレクター - 作野賢一郎
- 音響監督 - 森下広人[5]
- 音楽 - 伊賀拓郎[5]
- 音楽プロデューサー - 西辺誠、菊池大輔、貝塚翔太朗、田村公平
- 音楽制作 - BILIBILI、日本コロムビア
- プロデューサー - 許樹人、石井正記、杉本美佳、中村考太郎、宮元恵美、内田剛司、妻鹿勇人、阿部直樹、小澤文啓
- アニメーションプロデューサー - 本田稔裕
- アニメーション制作 - studio A-CAT[5]
- 製作 - 「農民関連」製作委員会[5]

### 主題歌
「Growing up」
7ORDERによるオープニングテーマ。作詞は吉田司、作曲は吉田司・Tsubasa、編曲はTsubasa。
「ローリンソウル・ハッピーデイズ」
ポップしなないでによるエンディングテーマ。作詞はポップしなないで、作曲はかわむら。

### 各話リスト
| 話数     | サブタイトル             | 脚本     | 絵コンテ         | 演出             | 作画監督                                                       | 初放送日       |
| -------- | ------------------------ | -------- | ---------------- | ---------------- | -------------------------------------------------------------- | -------------- |
| 第一話   | 超一流農民               | 待田堂子 | 岩畑剛一         | ながはまのりひこ | 千葉孝幸 杉原由美 飯飼一幸 松下清志                            | 2022年 10月1日 |
| 第二話   | 農民とギルド             | 勝冶京子 | ワタナベシンイチ | 真野玲           | 千葉孝幸 杉原由美 武志鵬 都竹隆治 日根野優子 福江光恵 櫻井拓郎 | 10月8日        |
| 第三話   | 農民と邪龍ウロボロス     | 日暮茶坊 | 新井宣圭         | 村上勉           | 千葉孝幸 杉原由美 陈潔琼 袁東 胡威                             | 10月15日       |
| 第四話   | 農民と救われた命         | 待田堂子 | ワタナベシンイチ | 荻原露光         | 陈潔琼 邱锦 袁東                                               | 10月22日       |
| 第五話   | 農民とルルグス           | 勝冶京子 | ワタナベシンイチ | 秦義人           | 都竹隆治 武志鵬 福江光恵 BigOwl                                | 10月29日       |
| 第六話   | 農民と勇者になれない勇者 | 待田堂子 | 岩畑剛一         | ながはまのりひこ | 飯飼一幸 山﨑展義                                              | 11月5日        |
| 第七話   | 農民と王女の決意         | 待田堂子 | ワタナベシンイチ | 矢花馨           | 徐学文 徐学武 谢榴雁 郑钰容                                    | 11月12日       |
| 第八話   | 農民と結婚式             | 勝冶京子 | ワタナベシンイチ | 矢花馨           | 徐学文 徐学武 谢榴雁 郑钰容                                    | 11月19日       |
| 第九話   | アルの過去               | 勝冶京子 | ワタナベシンイチ | 矢花馨           | 徐学文 徐学武 谢榴雁 郑钰容                                    | 11月26日       |
| 第十話   | 農民とアシパラの街       | 日暮茶坊 | 東海林真一       | 粟井重紀         | 陈潔琼 胡威 誠宇                                               | 12月3日        |
| 第十一話 | 農民と魔王城の再会       | 日暮茶坊 | 小林一三         | 前園文夫         | 白鳥弘公 稲葉栄                                                | 12月10日       |
| 第十二話 | 農民と新たな決意         | 待田堂子 | おぎ原まこと     | ながはまのりひこ | 徐学文 谢榴雁 郑钰容 徐学武 玄宇晞 灵娜                        | 12月17日       |

### 放送局
| 放送期間                      | 放送時間                     | 放送局       | 対象地域 | 備考                                 |
| ----------------------------- | ---------------------------- | ------------ | -------- | ------------------------------------ |
| 2022年10月1日 - 12月17日      | 土曜 22:00 - 22:30           | TOKYO MX     | 東京都   |                                      |
|                               | 土曜 22:30 - 23:00           | サンテレビ   | 兵庫県   |                                      |
|                               | 土曜 23:30 - 日曜 0:00       | AT-X         | 日本全域 | CS放送 / 字幕放送 / リピート放送あり |
| 2022年10月2日 - 12月18日      | 日曜 23:00 - 23:30           | BS日テレ     | 日本全域 | BS/BS4K放送 / 『アニメにむちゅ〜』枠 |
| 2022年10月6日 - 12月22日      | 木曜 1:55 - 2:25（水曜深夜） | 北海道テレビ | 北海道   |                                      |
| 2022年10月11日 - 12月27日     | 火曜 1:50 - 2:20（月曜深夜） | 秋田朝日放送 | 秋田県   |                                      |
| 2022年10月14日 - 2023年1月6日 | 金曜 2:15 - 2:45（木曜深夜） | 新潟テレビ21 | 新潟県   | [ 32 ]                               |
| 2022年10月14日 -              | 金曜 1:40 - 2:10（木曜深夜） | 山形テレビ   | 山形県   |                                      |
| 2022年10月28日 -              | 金曜 1:18 - 1:48（木曜深夜） | 長崎文化放送 | 長崎県   | 『あに。』枠                         |
| 2022年10月31日 -              | 月曜 2:05 - 2:35（日曜深夜） | 北陸朝日放送 | 石川県   |                                      |

| 配信開始日    | 配信時間                     | 配信サイト |
| ------------- | ---------------------------- | --- |
| 2022年10月1日 | 土曜 22:00 更新              | dアニメストア |
|               | 土曜 22:30 - 23:00           | ABEMA |
| 2022年10月8日 | 土曜 0:00（金曜深夜） 更新   | Amazon Prime Video FOD Hulu J:COMオンデマンドメガパック milplus見放題パックプライム TELASA U-NEXT アニメ放題 auスマートパスプレミアム ひかりTV バンダイチャンネル GYAO! ニコニコチャンネル [ 35 ] DMM.com GYAO!ストア HAPPY!動画 ムービーフルplus music.jp Rakuten TV クランクイン！ビデオ ビデオマーケット |
|               | 土曜 0:00 - 0:30（金曜深夜） | ニコニコ生放送 |

### 映像媒体
- 「農民関連のスキルばっか上げてたら何故か強くなった。Blu-ray BOX&DVD BOX」 - 2023年2月24日発売[36]。

### Webラジオ
ファル・イース・メイギス役の田中美海とヘレン・リーン役の大久保瑠美による『農民関連のスキルばっか上げてたら何故か強くなった。 スキルアップRADIO』がHiBiKi Radio Stationにて2022年10月5日から12月21日まで配信された。